# Sprendlingen

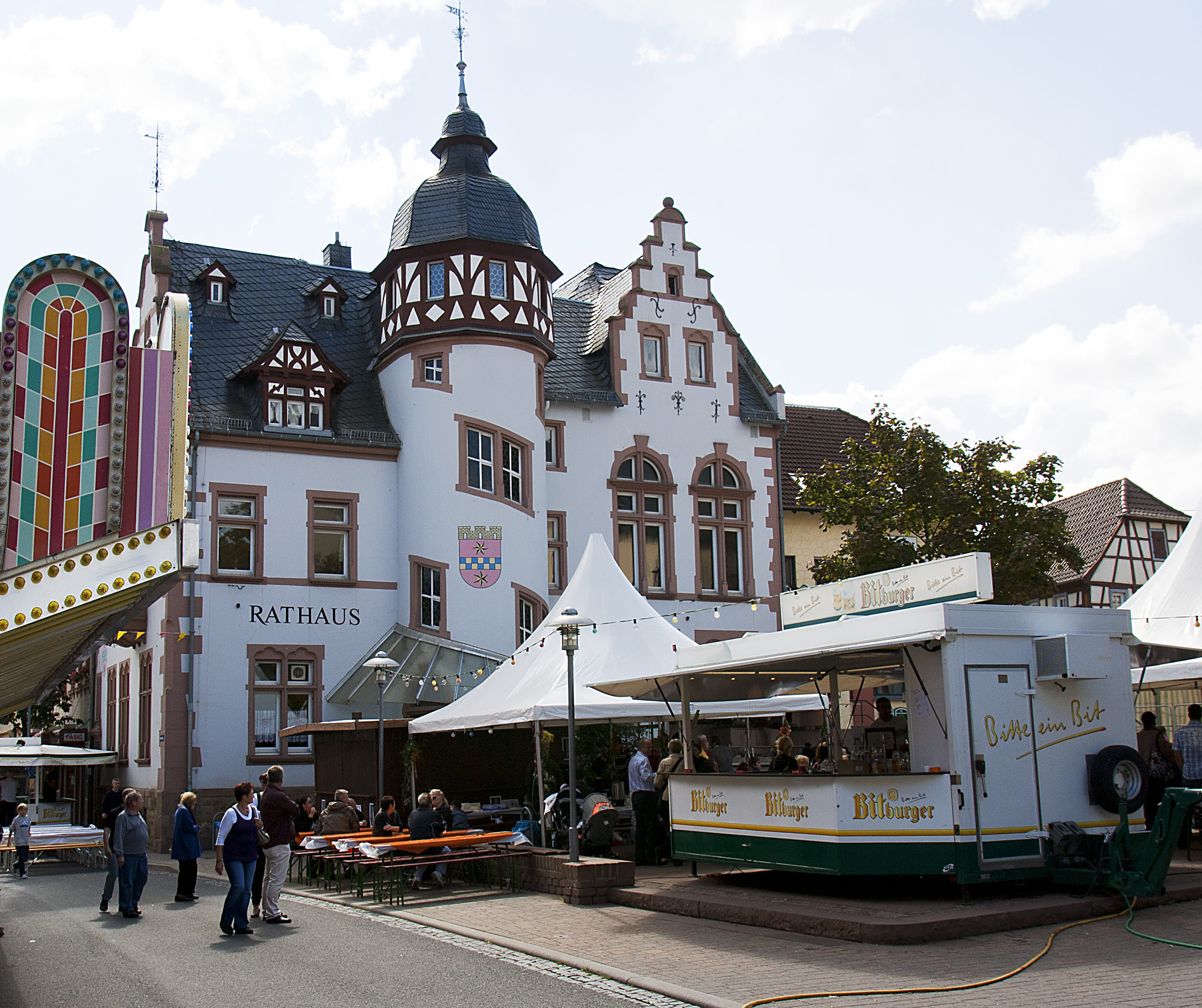
Rathaus und Marktplatz während des Jahrmarktes

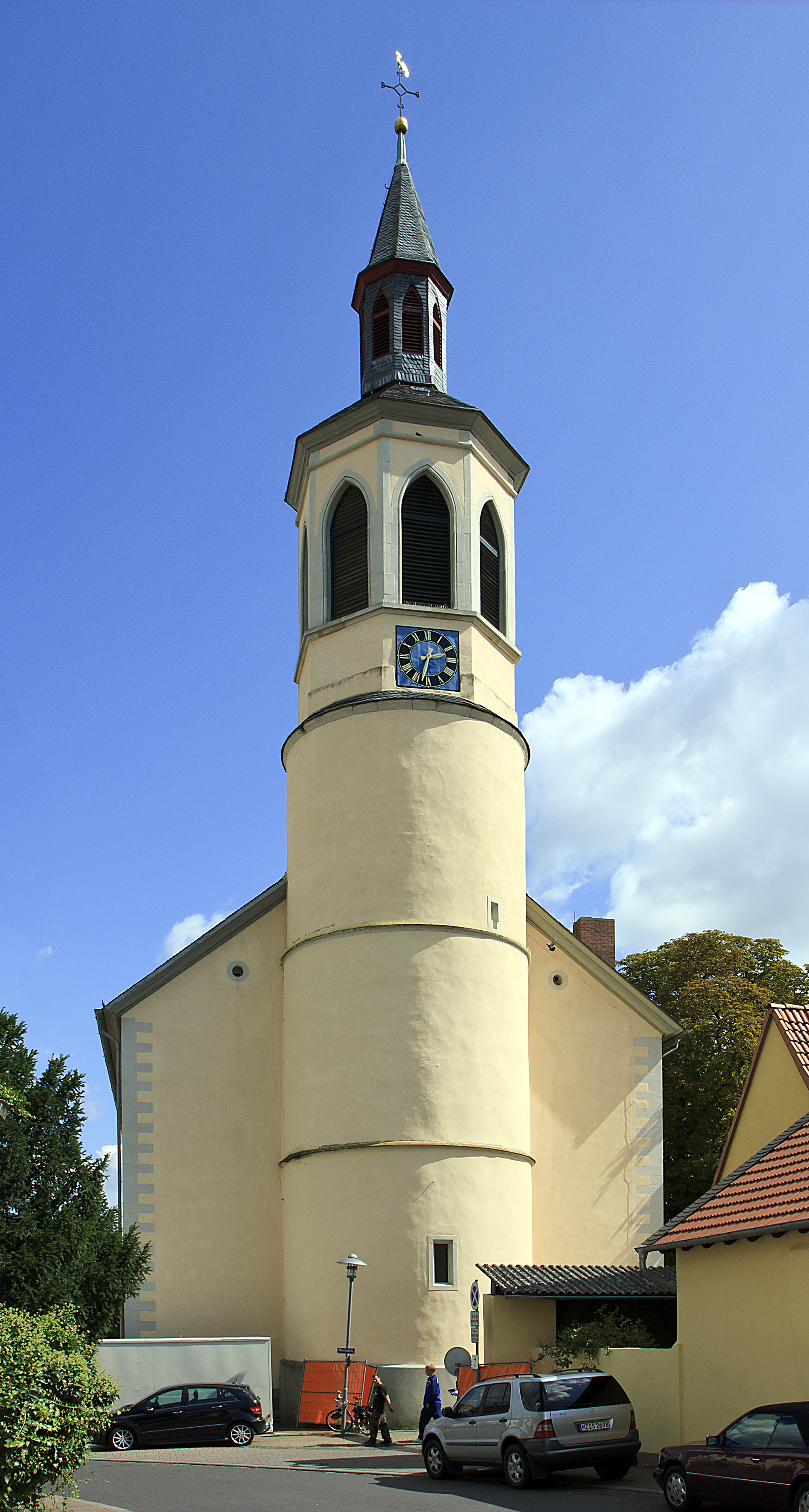
Evangelische Pfarrkirche: Michaeliskirche am Marktplatz

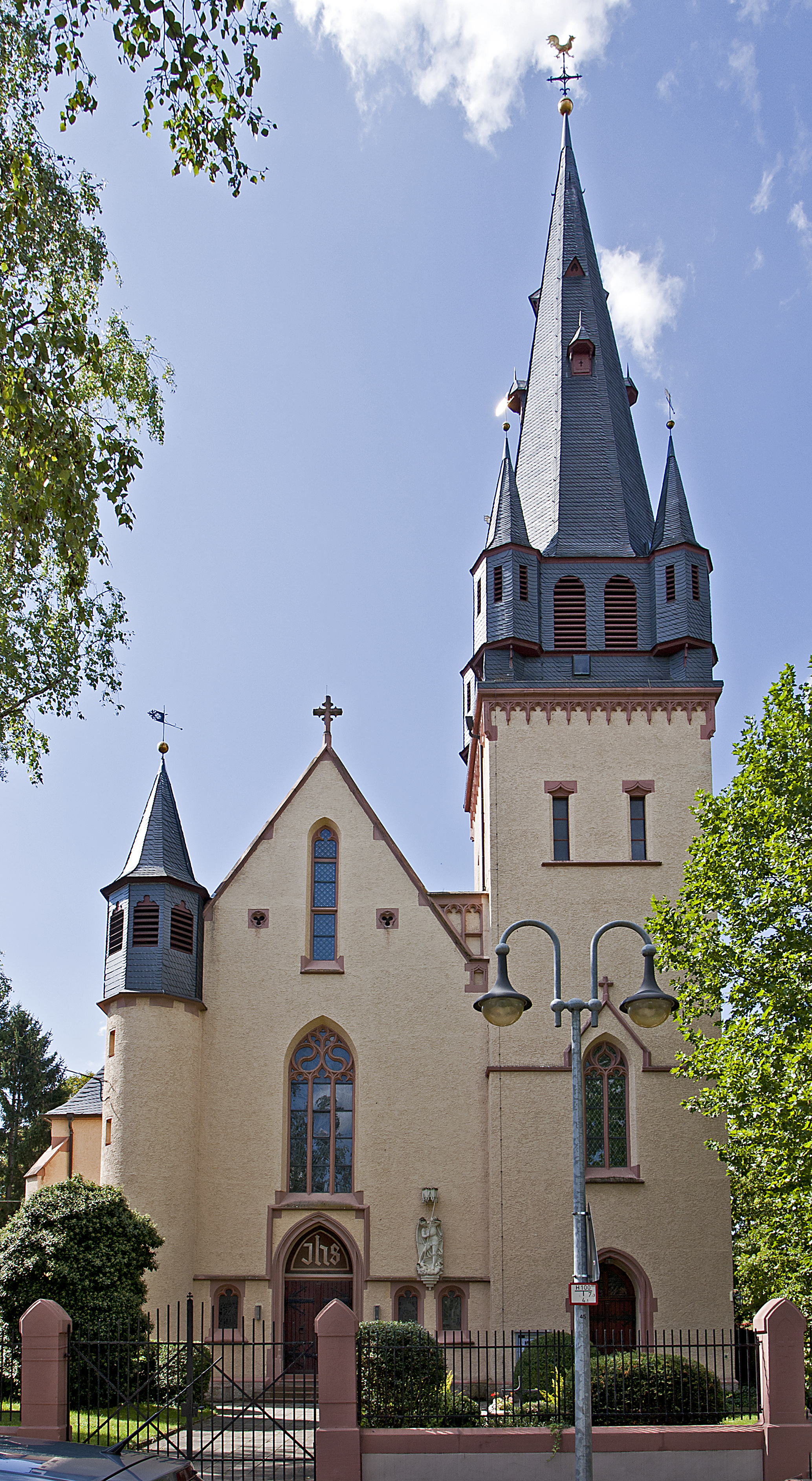
Katholische Pfarrkirche St. Michael

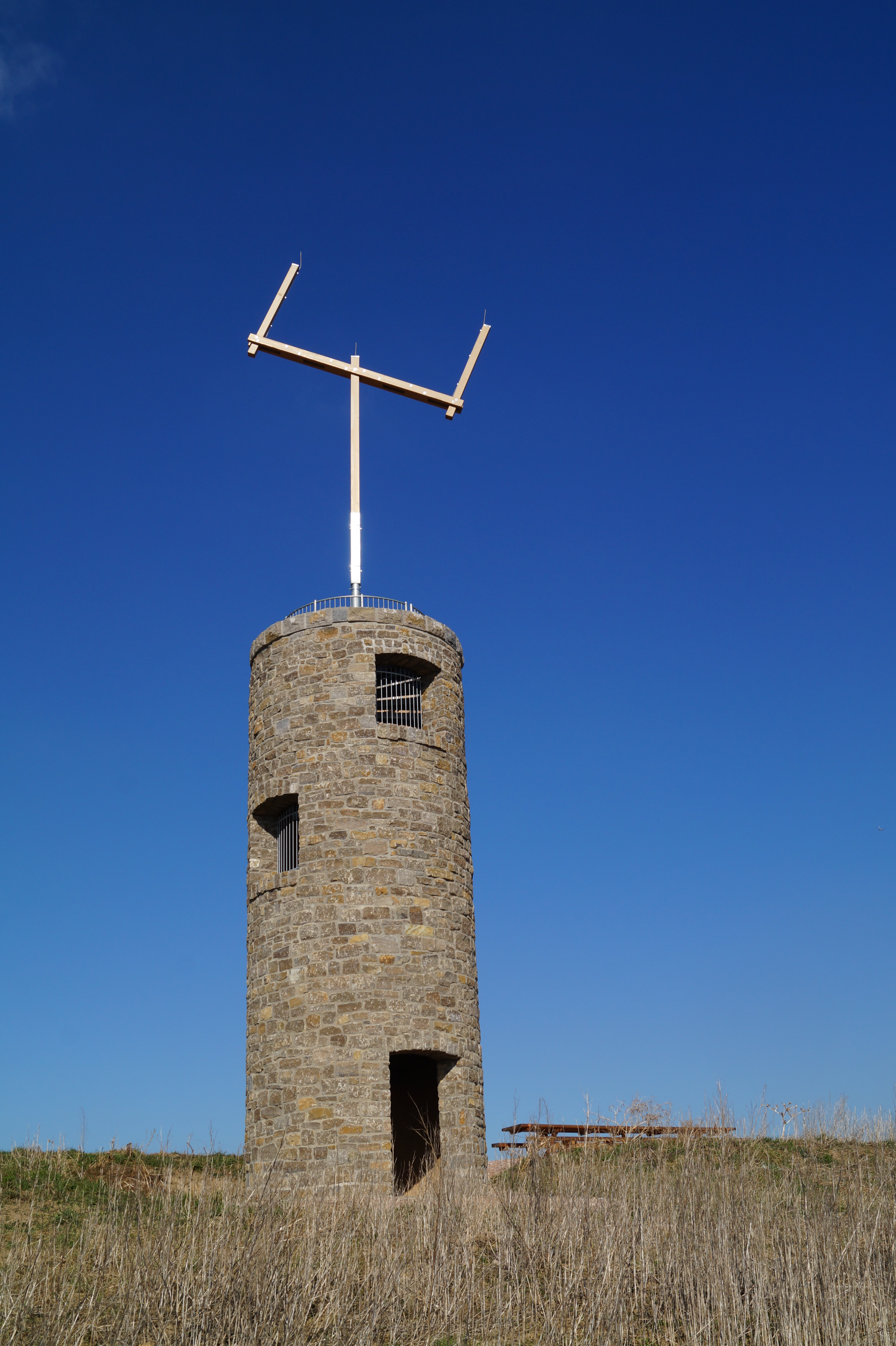
Nachbau eines optischen Telegrafen auf der Napoleonshöhe bei Sprendlingen (Rheinhessen)

Sprendlingen (Rheinhessen, ⓘ) ist eine Ortsgemeinde im Landkreis Mainz-Bingen in Rheinland-Pfalz. Die Gemeinde ist Verwaltungssitz der Verbandsgemeinde Sprendlingen-Gensingen, der sie auch angehört. Sprendlingen ist gemäß Landesplanung als Grundzentrum ausgewiesen.

## Geographische Lage
Sprendlingen liegt in Rheinhessen ca. 10 Kilometer ostnordöstlich von Bad Kreuznach am Wiesbach. Die rheinland-pfälzische Landeshauptstadt Mainz liegt ca. 25 Kilometer Luftlinie nordöstlich der Gemeinde.
Nachbargemeinden sind Badenheim, Pfaffen-Schwabenheim, Zotzenheim, Ober-Hilbersheim, St. Johann und Gau-Bickelheim.

## Geschichte
Die erste Erwähnung Sprendlingens findet sich zum Jahr 767 im Lorscher Codex, auch Codex Laureshamensis genannt: Zwischen 767 und 851 bekam dieses Kloster allein hier 13 Güterschenkungen (CL II, 1904–1916). 877 schenkte König Karl der Kahle das Dorf mit Weinbergen dem Klosterstift der hl. Gertrude zu Nivelles in Brabant, was König Zwentibold 897 bekräftigte, als er selbst in seinem Kloster Nivelles weilte. In späteren Zeiten gelangte der Ort in den Besitz der Grafschaft Sponheim. Die Vordere Grafschaft Sponheim, zu der Sprendlingen von 1234 bis 1417 gehörte, führte das blau-goldene Schachbrettmuster als Wappen. Dieses Muster fand Einzug in das Gemeindewappen von Sprendlingen (ebenso bei den Nachbargemeinden St. Johann, Zotzenheim und Pfaffen-Schwabenheim). Bei Sprendlingen fand 1279 eine offene Feldschlacht zwischen Johann I., Graf der vorderen Grafschaft Sponheim, und dem Mainzer Erzbischof Werner von Eppstein statt (Schlacht von Sprendlingen, → Sage von Michel Mort). Nach dem Tod des letzten Grafen der vorderen Grafschaft Sponheim fiel Sprendlingen 1417 zunächst an die Grafschaft Sponheim-Starkenburg, bevor es 1437 Teil des Kondominats des Markgrafen von Baden und des Grafen von Veldenz (später Kurpfalz) wurde. Nach der Auflösung des Kondominats wurde Sprendlingen im Jahr 1707 markgräflich-badischer Besitz und bildete zusammen mit St.Johann ein Amt.
Ende des 18. Jahrhunderts wurde Sprendlingen von den Franzosen erobert und die Erste Französische Republik eingegliedert. Sprendlingen war danach eine Mairie des Kantons Wöllstein innerhalb des französischen Départements du Mont-Tonnerre. In Sprendlingen war zeitweise das französische Hauptquartier, in das z. B. Ibersheim 600 Portionen Brot zu 2½ Pfund zu liefern hatte. Von 1813 bis 1814 befand sich an der nördlichen Gemeindegrenze auf dem Zotzenheimer Horn, einem Ausläufer der Napoleonshöhe, eine Telegrafenstation der Optischen Telegrafenlinie Metz–Mainz, mittels derer Nachrichten zwischen Mainz, der Hauptstadt des damaligen Départements du Mont-Tonnerre, und Metz und von dort aus nach Paris übermittelt wurden. 2014 wurde ein Turm (Napoleonsturm) errichtet, der als „technikgeschichtliches Denkmal“ an die Anfänge der Nachrichtenübertragung über weite Distanzen erinnern soll.
Nach dem Wiener Kongress kam Sprendlingen 1816 als Teil der neu gegründeten Provinz Rheinhessen zu dem Großherzogtum Hessen. Zwischen 1820 und 1822 wurde die heutige evangelische Michaelskirche an der Stelle eines Vorgängerbaus errichtet. Im Jahr 1825 wurde die Synagoge der örtlichen israelitischen Gemeinde eingeweiht, im Jahr 1900 die katholische Kirche St. Michael. Durch die Eröffnung der Bahnstrecken Worms-Bingen und Sprendlingen-Fürfeld erfuhr Sprendlingen zum Ende des 19. Jahrhunderts die Anbindung an den Zugverkehr. Durch den Bau von zwei Ziegeleien („Tonwerke Ludwigshütte“ und Ziegelei Schnell) kam es in dieser Zeit zur ersten Ansiedlung von Industrieunternehmen.
Im Rahmen des Zweiten Weltkriegs kam es zu keinen wesentlichen Schäden im Ort. Nachdem Sprendlingen 1938 in den Landkreis Bingen eingegliedert wurde, kam es 1969 zum neuen Landkreis Mainz-Bingen. Sprendlingen wurde 1972 Sitz der Verbandsgemeinde, 1975 erfolgt die Anbindung an die Autobahn A61.

## Politik

### Gemeinderat
Der Gemeinderat in Sprendlingen besteht aus 20 Ratsmitgliedern, die bei der Kommunalwahl am 9. Juni 2024 in einer personalisierten Verhältniswahl gewählt wurden, und dem ehrenamtlichen Ortsbürgermeister als Vorsitzendem.
Die Sitzverteilung im Gemeinderat:
| Wahl | SPD | CDU | Grüne | BL * | WGK ** | Gesamt   |
| ---- | --- | --- | ----- | ---- | ------ | -------- |
| 2024 | 3   | 7   | 2     | 6    | 2      | 20 Sitze |
| 2019 | 6   | 7   | 4     | 3    | –      | 20 Sitze |
| 2014 | 6   | 8   | 3     | 3    | –      | 20 Sitze |
| 2009 | 5   | 9   | 2     | 4    | –      | 20 Sitze |
| 2004 | 5   | 10  | 1     | 4    | –      | 20 Sitze |

### Bürgermeister
Frank Eckweiler (BL) wurde am 9. Juli 2024 Ortsbürgermeister von Sprendlingen. Bei der Direktwahl am 9. Juni 2024 hatte er sich mit einem Stimmenanteil von 85,3 % gegen eine Mitbewerberin durchgesetzt und wurde damit für fünf Jahre ins Amt gewählt.
Eckweilers Vorgänger Manfred Bucher (Grüne) war nach zehn Jahren im Amt bei der Wahl 2024 aus Altersgründen nicht mehr erneut angetreten.

### Partnerschaften
Sprendlingen unterhält Partnerschaften mit Genlis und Longecourt-en-Plaine in Frankreich, die beide östlich von Dijon in Burgund liegen.

## Kultur und Sehenswürdigkeiten

### Bauwerke
Die evangelisch-lutherische und die katholische Kirchengemeinde haben denselben Namenspatron, ihre Pfarrkirchen heißen Michaeliskirche und St. Michael.
Seit 2004 existiert die Wißberghalle, eine Kultur- und Sporthalle.

### Sehenswürdigkeiten
Es gibt ein Heimatmuseum, beheimatet in einem alten Fachwerkhaus, und das alte Rathaus am Marktplatz. Das Gertrudenviertel beherbergt noch viele ältere Gebäude. Am oberen Ende der Zimmergasse befindet sich die ehemalige Synagoge, welche heute als Kulturzentrum und Vereinsheim des Blasorchesters Sprendlingen genutzt wird.
Durch den Bauern- und Winzerverein Sprendlingen wird die Via Vinea gepflegt, ein Erlebnisweg durch die Weinberge.

### Naturdenkmäler
Der Steinberg (auch Napoleonshöhe genannt) ist einer der Fundorte in Rheinhessen mit etwa zehn Millionen Jahre alten Säugetierresten aus den Dinotheriensanden des Ur-Rheins. Der Begriff Dinotheriensande beruht darauf, dass diese Ablagerungen häufig Zähne und Knochenreste des Rüsseltieres  Dinotherium enthalten.

### Sport
In Sprendlingen gibt es mehrere Sportvereine, unter anderem den Handballverein HSG Zotzenheim/St.-Johann/Sprendlingen, die TSG Sprendlingen 1861, den FC Sprendlingen 2023, den Tennisclub Sprendlingen, das Karate Dojo Sprendlingen und den Dartclub Sprendlingen.
Das Angebot an sportlichen Aktivitäten umfasst ein Stadion, mehrere Sporthallen, einen Tennispark, ein Freibad, eine Reithalle und ausgeschilderte Wanderwege durch die Region.

## Wirtschaft und Infrastruktur
Sprendlingen ist geprägt vom Weinbau, hat als Mittelpunktgemeinde eine gute Einzelhandelsinfrastruktur und besitzt mehrere industrielle Arbeitgeber wie das Wohnmobilwerk Eura Mobil, die Firma Possehl Spezialbau GmbH oder den Baudienstleister K.H. Gaul (heute Teil der Strabag AG).

### Verkehr

#### Bahn
Sprendlingen liegt an der Bahnstrecke Worms–Bingen Stadt. Am Bahnhof Sprendlingen (Rheinhess) halten im Stundentakt Regionalbahnen der DB Regio Mitte. Hier zweigte von 1888 bis 1973 die dann stillgelegte Bahnstrecke Sprendlingen–Fürfeld ab. Weiter lag Sprendlingen von 1912 bis 1953 an der schmalspurigen Überlandstraßenbahn Bad Kreuznach–St. Johann. Omnibusse lösten deren Verkehr ab.

#### Straße
Sprendlingen liegt direkt an der B 50 Bingen–Gau-Bickelheim. Die A 61 durchquert das Gemeindegebiet; die nächstgelegene Anschlussstelle ist Gau-Bickelheim, wodurch eine verkehrsgünstige Lage zu den nächstgelegenen Städten Bad Kreuznach, Bingen, Alzey und Mainz besteht. Sprendlingen wird von den Buslinien 630 und 657 des RNN angefahren, die eine Direktverbindung nach Mainz herstellen.

### Bildung
Es gibt in Sprendlingen einen kommunalen Kindergarten sowie je einen katholischen und evangelischen Kindergarten.
Es gibt eine Grundschule und eine Integrierte Gesamtschule in Sprendlingen, beide bieten auch ganztägige Betreuung an. Daneben existiert die Elisabethenschule, eine Förderschule mit ebenfalls ganztägiger Betreuung.
Des Weiteren findet man auf dem Gelände der IGS eine gut ausgestattete, moderne Bibliothek, die Bibliothek Sprendlingen-Gensingen. Sie besitzt zwei gleichberechtigte Standorte, der zweite befindet sich in Gensingen im Haus der Kultur.

## Persönlichkeiten
- Hermann Stockhausen (1804–1852), Landrichter und Mitglied der Landstände des Großherzogtums Hessen
- Wilhelm Flegler (1848–1935), Philologe
- Jakob Bach (1868–1941), Lehrer und Landtagsabgeordneter
- Jakob Eder (1874–1932), Sattler- und Tapezierermeister, Politiker und Landtagsabgeordneter
- Karl Schnell (1916–2008), General und Staatssekretär im Bundesverteidigungsministerium
- Hans Broßmann (1923–1997), Weingutsbesitzer und Politiker (FDP), Landtagsabgeordneter
- Werner Ernst Georg Müller (* 1942), Biochemiker und Hochschullehrer
- Edgar Diehl (* 1950), Maler, Künstler, Autor und Kurator